# Amphilophus

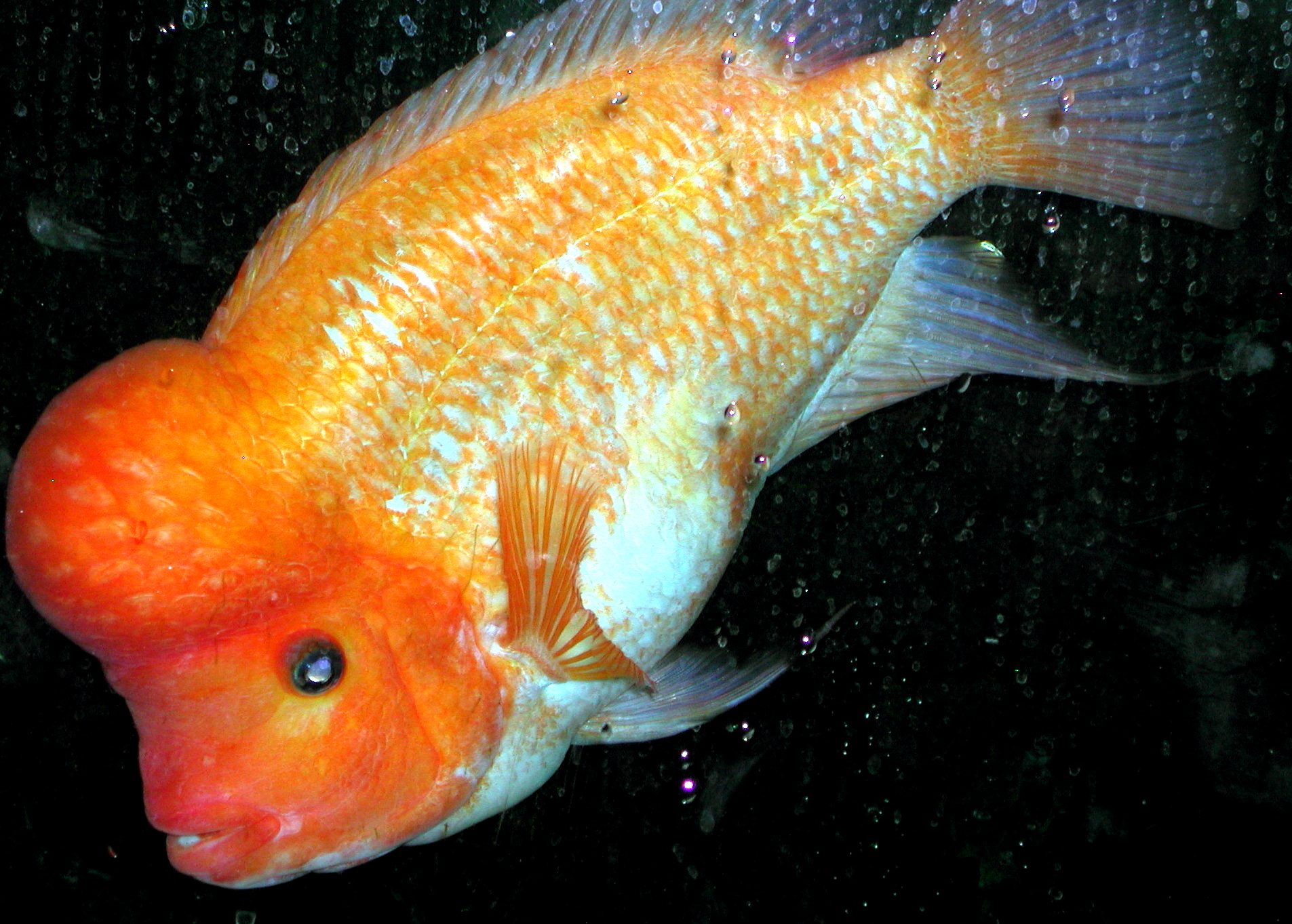
Amphilophus citrinellus

Amphilophus è un genere di pesci di acqua dolce appartenenti alla famiglia Cichlidae ed alla sottofamiglia Cichlasomatinae.

## Habitat e Distribuzione
Questi ciclidi provengono dall'America  centro-meridionale.

## Etimologia
Il termine Amphilophus deriva dal greco amphi cioè "da entrambi i lati" e da lophus, cioè "cresta".

## Descrizione
Presentano un corpo compresso lateralmente ed alto. La colorazione è molto variabile, dal giallo-arancione di A.citrinellus al nero di A. astorquii.

## Acquariofilia
Questi pesci sono molto apprezzati negli acquari, specialmente Amphilophus citrinellus.

## Tassonomia
In questo genere sono riconosciute 25 specie:
- Amphilophus alfari
- Amphilophus altifrons
- Amphilophus amarillo
- Amphilophus astorquii
- Amphilophus bussingi
- Amphilophus calobrensis
- Amphilophus chancho
- Amphilophus citrinellus
- Amphilophus diquis
- Amphilophus flaveolus
- Amphilophus globosus
- Amphilophus hogaboomorum
- Amphilophus labiatus
- Amphilophus longimanus
- Amphilophus lyonsi
- Amphilophus macracanthus
- Amphilophus margaritifer
- Amphilophus nourissati
- Amphilophus rhytisma
- Amphilophus robertsoni
- Amphilophus rostratus
- Amphilophus sagittae
- Amphilophus supercilius
- Amphilophus xiloaensis
- Amphilophus zaliosus